# جک کارمایکل
جک کارمایکل (انگلیسی: Jack Carmichael؛ زادهٔ ۱۱ نوامبر ۱۹۴۸) فوتبالیست اهل بریتانیا است.
از باشگاه‌هایی که در آن بازی کرده‌است می‌توان به باشگاه فوتبال آرسنال، باشگاه فوتبال پیتربورو یونایتد، باشگاه فوتبال سوئیندون تاون، و باشگاه فوتبال پیتربورو یونایتد اشاره کرد.